# Вулиця Пирогова (Чернігів)
Вулиця Пирогова — вулиця в Новозаводському районі міста Чернігова. Пролягає від проспекту Миру до вулиці Старобелоуської.

## Історія
Надеждинська вулиця прокладена наприкінці 19 століття та була забудована приватними садибами.
Після Великої Вітчизняної війни тут було зведено кілька 5-поверхових будинків, станцію переливання крові (будинок № 13), 4-поверховий пологовий будинок (пізніше було передано під жіночу консультацію), 6-поверхову дитячу лікарню (будинок № 16) з поліклінікою (будинок № 15) та 9-поверховий корпус міської лікарні (будинок № 7).
У 1960 році вулиця отримала сучасну назву — на честь хірурга, доктора медицини, члена-кореспондента Петербурзької академії наук Миколи Івановича Пирогова.

## Забудова
Початок вулиці (до примикання Любецької вулиці) зайнятий територією медичних закладів, багатоповерховою житловою (5-поверхові будинки) та садибною (6 будинків біля проспекту Миру) забудовою. Кінець вулиці зайнятий переважно садибною та частково багатоповерховою житловою (два 5-поверхові будинки) забудовою.

### Установи
1. будинок № 4/44 — Інфекційне відділення Чернігівської обласної лікарні
2. будинок № 7 — Чернігівська міська лікарня № 1
3. будинок № 8/44 — Палатний корпус (кардіологія, гастроентерологія, ендокринологія, пульмонологія)
4. будинок № 13 — Станція переливання крові
5. будинок № 15 — Поліклінічне відділення Чернігівської обласної дитячої лікарні
6. будинок № 16 — Чернігівська обласна дитяча лікарня
7. будинок № 17 — дитсадок № 68